# Derbyshire Dales
Derbyshire Dales es un distrito no metropolitano del condado de Derbyshire (Inglaterra). Tiene una superficie de 792,42 km². Según el censo de 2001, Derbyshire Dales estaba habitado por 69 469 personas y su densidad de población era de 87,67 hab/km².